# Landesregierung von Baden-Württemberg
Die Landesregierung von Baden-Württemberg, in der Landesverfassung nur Regierung, außerdem Kabinett oder Ministerrat genannt, ist das Leitungsorgan der Exekutive des deutschen Landes Baden-Württemberg. Die Landesregierung vollzieht insbesondere die vom Landesparlament beschlossenen Gesetze und führt die Landesverwaltung. Sie ist darüber hinaus allgemein zu politischen Staatsleitung berufen und hat unter anderem großen Einfluss auf die Gesetzgebung (auch im Bund). Sie hat ihren Sitz in der Landeshauptstadt Stuttgart.
Seit dem 12. Mai 2021 ist die grün-schwarze Regierung, bestehend aus Grünen und der CDU, unter Ministerpräsident Winfried Kretschmann (Grüne) im Amt. Es ist Kretschmanns dritte Regierung, und die zweite unter CDU-Beteiligung.

## Wahl, Bildung und Amtsende
Grundlage für die Bildung und Amtsführung der Landesregierung sind die Artikel 45 bis 57 der Verfassung des Landes Baden-Württemberg (LV).
Demnach besteht die Regierung aus dem Ministerpräsidenten und den Ministern. Zu weiteren Mitgliedern können Staatssekretäre und ehrenamtliche Staatsräte berufen werden. Die Zahl der Staatssekretäre darf ein Drittel der Zahl der Minister nicht überschreiten. (Art. 45 Abs. 2 Satz. 1 und 2 LV)
Der Ministerpräsident wird vom Landtag mit der Stimmen der Mehrheit seiner gesetzlichen Mitglieder (vgl. Kanzlermehrheit) gewählt, er muss mindestens 35 Jahre (Art. 46 Abs. 1 LV), aber selbst kein Landtagsabgeordneter sein. In den Jahren 1968 bis 1992 hatte die CDU durchgehend eine Mehrheit der Landtagssitze und konnte deshalb Alleinregierungen bilden (Kabinette Filbinger I bis IV, Kabinette Späth I bis IV und Kabinett Teufel I). Bei den Landtagswahlen 1992, 1996, 2001, 2006, 2011, 2016 und 2021 hat keine Partei eine absolute Mehrheit der Landtagssitze errungen.
Parteien schlossen nach Sondierungsgesprächen und Koalitionsverhandlungen Koalitionsverträge und bildeten Koalitionen. In den Verträgen wurde die Aufteilung der Regierungsämter und das gemeinsame Programm der Regierungsarbeit vereinbart. Den Ministerpräsidenten stellt immer die Partei, die bei der Wahl die meisten Stimmen erhalten hat, seinen Stellvertreter die zweitgrößte Regierungspartei. Im Gegensatz zum Bund und den anderen Bundesländern ist nicht vorgesehen, dass in etwaigen späteren Wahlgängen eine niedrigere Mehrheit ausreicht. Die Bildung von Minderheitsregierungen, wenn keine Koalition mit ausreichender Mehrheit zustande kommen, ist nicht vorgesehen. Die Wahl kann binnen drei Monaten beliebig oft wiederholt werden.
Der Ministerpräsident beruft die weiteren Mitglieder der Regierung und bestimmt seinen Stellvertreter (Art. 46 Abs. 2 LV); in der politischen Praxis ist er dabei an den Koalitionsvertrag gebunden. Die Gesamtregierung muss vom Landtag mit mehr als der Hälfte der abgegebenen Stimmen bestätigt werden. Werden Regierungsmitglieder zu einem späteren Zeitpunkt einzeln berufen, so müssen sie einzeln vom Landtag bestätigt werden (Art. 46 Abs. 3 und 4 LV). Soll Staatssekretären und Staatsräten Stimmrecht verliehen werden, so bedarf dies des ausdrücklichen Beschlusses des Landtags (Art. 45 Abs. 2 Satz. 3 LV).
Ist die Regierungsbildung nach dem vorgeschriebenen Verfahren nicht innerhalb von drei Monaten nach der Konstituierung des neuen Landtags oder einem Amtsende der Vorgänger-Regierung aus einem anderen Grund erfolgreich, so ist der Landtag von Rechts wegen aufgelöst (Art. 47 LV).
Die Amtszeit der Regierung ist an die Dauer der Legislaturperiode des Landtags gebunden. Sie endet auch bei Amtserledigung (durch Rücktritt oder Tod) des Ministerpräsidenten (Art. 55 Abs. 2 LV). Der Landtag kann ihn durch ein konstruktives Misstrauensvotum aus dem Amt abberufen und durch einen Nachfolger ersetzten (Art. 54 LV).
Der Landtag kann Regierungsmitglieder „wegen vorsätzlicher oder grobfahrlässiger Verletzung der Verfassung oder eines anderen Gesetzes“ vor dem Verfassungsgerichtshof anklagen, mit dem Ziel, diese aus dem Amt zu entfernen (Art. 57 LV). Für die Amtsanklage sind hohe Hürden vorgesehen; sie wurde noch nie genutzt. Sie hat keine politische Relevanz, weil ein Regierungsmitglied bei entsprechenden Mehrheiten für eine Amtsanklage einfach abgewählt würde.
Außerdem kann der Landtag den Ministerpräsidenten mit den Stimmen von mindestens zwei Dritteln seiner gesetzlichen Mitglieder zwingen, einzelne Regierungsmitglieder zu entlassen (destruktives Misstrauensvotum, Art. 56 LV).

## Verschiedene Regierungsämter
Der Ministerpräsident hat als Regierungschef eine herausgehobene Stellung in der Landesregierung. Er ernennt und entlässt die Regierungsmitglieder, verfügt über die Richtlinienkompetenz, führt den Vorsitz  im Ministerrat und führt die Geschäfte der Regierung (Art. 49 Abs. 1 Satz 1 und 2 LV). Zugleich nimmt er die Funktionen eines Staatsoberhauptes auf Landesebene wahr. So ernennt er die Richter und Landesbeamten (Art. 51 LV), vertritt das Land nach außen (Art. 50 LV) und übt das Begnadigungsrecht aus (Art. 52 Abs. 1 LV). In Koalitionsregierungen ist seine Vorrangstellung aber – insbesondere gegenüber den Ministern des Koalitionspartners – stark eingeschränkt.
Die Minister leiten ihre Geschäftsbereiche im Rahmen vom Ministerpräsidenten vorgegebenen Richtlinien eigenverantwortlich (Art. 49 Abs. 1 Satz 4 LV). Staatssekretäre werden im Regelfall einem Minister beigegeben und nehmen unter dessen Verantwortung bestimmte Sonderaufgaben war oder leiten Teilbereiche des Ministeriums.
Zu beachten ist in diesem Zusammenhang die Unterscheidung zwischen Staatssekretären, politischen Staatssekretären und beamteten Staatssekretären. Staatssekretäre können in Baden-Württemberg Regierungsmitglieder sein. Daneben wurde durch Gesetz die Möglichkeit geschaffen „politische Staatssekretäre“ zu berufen. Diese sind im engeren Sinne keine Regierungsmitglieder und den parlamentarischen Staatssekretären auf Bundesebene nachempfunden. Beamtete Staatssekretäre gibt es in Baden-Württemberg nur im Ausnahmefällen als Amtsbezeichnung für besonders herausgehobene Ministerialdirektoren, die ansonsten (anders als im Bund und vielen Ländern) die höchsten Beamten der Ministerien sind.
Mit der Ernennung ehrenamtlicher Staatsräte unterstreichen die Ministerpräsidenten heute von ihnen als bedeutsam erachtete ressortübergreifende Politikbereiche. So amtierten in jüngerer Zeit etwa Konrad Beyreuther von 2001 bis 2006 als Staatsrat für Lebens- und Gesundheitsschutz bzw. Lebenswissenschaften, Claudia Hübner von 2006 bis 2010 als Staatsrätin für demographischen Wandel und Senioren, Regina Ammicht Quinn von 2010 bis 2011 als Staatsrätin für interkulturellen und interreligiösen Dialog sowie gesellschaftliche Werteentwicklung und Gisela Erler von 2011 bis 2021 als Staatsrätin für Zivilgesellschaft und Bürgerbeteiligung. Seit Juli 2021 ist Barbara Bosch Staatsrätin für Zivilgesellschaft und Bürgerbeteiligung. In den 50er Jahren wurden teils noch mehrere Staatsräte zugleich berufen, die ausgewiesene Politiker waren und wie (ehrenamtliche) Minister ohne Geschäftsbereich fungierten.
Die Geschäftsordnung der Regierung sieht explizit die Möglichkeit vor, dass auch der Regierung nicht angehörige Mitglieder zu den Sitzungen des Ministerrats hinzugezogen werden können, etwa der beamtete Staatssekretär des Staatsministeriums, die politischen Staatssekretäre, die Abteilungsleiter des Staatsministeriums oder die Ministerialdirektoren der Ministerien als Vertreter der Minister (§ 7 Geschäftsordnung der Landesregierung).

## Aufgaben
Die Landesregierung ist das oberste Leitungsorgan der Exekutive, die sie im Staatsgebilde repräsentiert. Sie führt die ihr nachgeordnete Landesverwaltung und ist damit insbesondere für den Vollzug aller Landesgesetze und eines Großteils der Bundesgesetze (vgl. Art. 83 ff. GG) verantwortlich. Sie hat das Recht zur Gesetzesinitiative auf Landesebene und ist über den Bundesrat, in dem sie das Land vertritt, unmittelbar an der Bundesgesetzgebung beteiligt. Ihr ist allgemein im Bereich der Staatsleitung das verantwortliche „Initiieren, Planen, Leiten, Ordnen, Informieren, Koordinieren und Entscheiden der Gesamtpolitik und aller wesentlicher Grundfragen“ überantwortet.

## Geschäftsverteilung der Landesregierung
Die Landesregierung als Kollegialorgan, der Ministerpräsident und die Ministerien gelten (neben dem Rechnungshof) als oberste Landesbehörden. Die Regierung legt ihre Geschäftsbereiche eigenverantwortlich fest, der Landtag muss diesem aber Beschluss zustimmen. Zur Ausübung der Amtsgeschäfte bestehen das Staatsministerium als Behörde des Ministerpräsidenten und elf Fachministerien:
- Staatsministerium
- Ministerium des Inneren, für Digitalisierung und Kommunen
- Ministerium für Finanzen
- Ministerium für Kultus, Jugend und Sport
- Ministerium für Wissenschaft, Forschung und Kunst
- Ministerium für Umwelt, Klima und Energiewirtschaft
- Ministerium für Wirtschaft, Arbeit und Tourismus
- Ministerium für Soziales, Gesundheit und Integration
- Ministerium für Ernährung, Ländlichen Raum und Verbraucherschutz
- Ministerium der Justiz und für Migration
- Ministerium für Verkehr
- Ministerium für Landesentwicklung und Wohnen

## Landesregierungen seit 1952
Seit der Bildung des Landes Baden-Württemberg im April 1952 amtierten bislang 23 Landesregierungen. Bei der Amtsdauer und parteilichen Zusammensetzung der Kabinette trat eine hohe Kontinuität auf, bedingt durch die geringe Fluktuation der Parteien im Landtag und die jahrzehntelange Dominanz der CDU als die bei Landtagswahlen stimmenstärkste Partei. Sie stellte zwanzig Mal den Ministerpräsidenten und war nur zweimal (1952/1953 und 2011–2016) von der Regierung ausgeschlossen.
In den ersten acht Jahren des neu gegründeten Landes bestimmten Allparteienregierungen (unter Ausschluss der KPD und anfangs auch der CDU) das politische Geschehen. Ab dem Jahr 1960 regierte die CDU mit wechselnden Koalitionspartnern, die Landtagswahlen 1972 bis 1988 ermöglichten ihr Alleinregierungen mit der absoluten Mehrheit der Mandate im Landtag. Ab 1992 war die CDU erneut auf Koalitionspartner angewiesen, bis sie bei der Wahl 2011 zum ersten Mal seit 58 Jahren die Oppositionsrolle einnehmen musste. Seit der Wahl 2016 regiert die CDU als kleinerer Partner der stärksten Partei Bündnis 90/Die Grünen mit.
Der am längsten amtierende Regierungschef von Baden-Württemberg war Erwin Teufel (CDU), der während seiner 14-jährigen Amtszeit gleichwohl drei unterschiedliche Regierungskonstellationen anführte (CDU-Alleinregierung 1991/1992, Große Koalition mit der SPD 1992–1996 und Schwarz-gelbe Koalition mit der FDP/DVP 1996–2005) und als Spitzenkandidat bei drei Landtagswahlen nie die Ergebnisse seiner Vorgänger erreichte.
| Kabinett                 | Amtszeit  | Beteiligte Parteien        | Ministerpräsident                            |
| ------------------------ | --------- | -------------------------- | -------------------------------------------- |
| Kabinett Maier 1         | 1952–1953 | SPD, FDP/DVP, BHE          | Reinhold Maier (FDP/DVP)                     |
| Kabinett Müller I 2      | 1953–1956 | CDU, SPD, FDP/DVP, BHE     | Gebhard Müller (CDU)                         |
| Kabinett Müller II       | 1956–1958 | CDU, SPD, FDP/DVP, GB/BHE  | Gebhard Müller (CDU)                         |
| Kabinett Kiesinger I     | 1958–1960 | CDU, SPD, FDP/DVP, GB/BHE  | Kurt Georg Kiesinger (CDU)                   |
| Kabinett Kiesinger II    | 1960–1964 | CDU, FDP/DVP, GB/BHE 3     | Kurt Georg Kiesinger (CDU)                   |
| Kabinett Kiesinger III   | 1964–1966 | CDU, FDP/DVP               | Kurt Georg Kiesinger (CDU)                   |
| Kabinett Filbinger I     | 1966–1968 | CDU, SPD                   | Hans Filbinger (CDU)                         |
| Kabinett Filbinger II    | 1968–1972 | CDU, SPD                   | Hans Filbinger (CDU)                         |
| Kabinett Filbinger III   | 1972–1976 | CDU                        | Hans Filbinger (CDU)                         |
| Kabinett Filbinger IV    | 1976–1978 | CDU                        | Hans Filbinger (CDU)                         |
| Kabinett Späth I         | 1978–1980 | CDU                        | Lothar Späth (CDU)                           |
| Kabinett Späth II        | 1980–1984 | CDU                        | Lothar Späth (CDU)                           |
| Kabinett Späth III       | 1984–1988 | CDU                        | Lothar Späth (CDU)                           |
| Kabinett Späth IV        | 1988–1991 | CDU                        | Lothar Späth (CDU)                           |
| Kabinett Teufel I        | 1991–1992 | CDU                        | Erwin Teufel (CDU)                           |
| Kabinett Teufel II       | 1992–1996 | CDU, SPD                   | Erwin Teufel (CDU)                           |
| Kabinett Teufel III      | 1996–2001 | CDU, FDP/DVP               | Erwin Teufel (CDU)                           |
| Kabinett Teufel IV       | 2001–2005 | CDU, FDP/DVP               | Erwin Teufel (CDU)                           |
| Kabinett Oettinger I     | 2005–2006 | CDU, FDP/DVP               | Günther Oettinger (CDU)                      |
| Kabinett Oettinger II    | 2006–2010 | CDU, FDP/DVP               | Günther Oettinger (CDU)                      |
| Kabinett Mappus          | 2010–2011 | CDU, FDP/DVP               | Stefan Mappus (CDU)                          |
| Kabinett Kretschmann I   | 2011–2016 | Bündnis 90/Die Grünen, SPD | Winfried Kretschmann (Bündnis 90/Die Grünen) |
| Kabinett Kretschmann II  | 2016–2021 | Bündnis 90/Die Grünen, CDU | Winfried Kretschmann (Bündnis 90/Die Grünen) |
| Kabinett Kretschmann III | seit 2021 | Bündnis 90/Die Grünen, CDU | Winfried Kretschmann (Bündnis 90/Die Grünen) |